# Route nationale 1 (Djibouti)
Pour les articles homonymes, voir Route nationale 1.
La route nationale 1 est une route nationale djiboutienne de 211 kilomètres traversant les régions de Djibouti, d'Arta, d'Ali Sabieh et de Dikhil. Elle permet de relier la ville de Djibouti à la frontière Éthiopienne près de Galafi.

## Histoire
C'est le 28 juin 1974, date d'un accord entre la France et l’Éthiopie, qu'est décidé la construction d'une route entre Dikhil et Galafi avec un prolongement de 30 km jusqu'à la route Éthiopienne A1 (reliant Assab et Addis-Abeba).
Les travaux furent financés par la France et réalisés entre 1975 et 1976 par la Société Routière COLAS (130 km dont 30 en Éthiopie).
Il faudra cependant attendre la chute du régime militaire Éthiopien de 1991 pour que la frontière soit ouverte au poste frontière de Galafi.